# Наказ «Про портові збори»
Наказ Міністерства інфраструктури України №316 «Про портові збори» — наказ, що встановлює правила визначення розміру портових зборів за надані в портах України послуги. Документ встановлює порядок визначення розміру та порядок сплати портових зборів, враховуючи класифікацію суден, що входять до порту та типи послуг, які надаються. Крім того, наказ встановлює порядок обліку та використання коштів, отриманих від портових зборів. 
Наказ виданий 27 травня 2013 року, набрав чинності 15 червня 2013 року одночасно з законом «Про морські порти України». Після Революції Гідності, під час реформування транспортної галузі у 2015 році до наказу було внесено низку змін.

## Передумови появи наказу
За радянських часів держава будувала порти й акваторії, займалася поглибленням дна і збирала портові збори. Після розвалу СРСР в Україні виникли приватні термінали, які були змушені взяти на себе функцію днопоглиблення, а збирати портові збори продовжувала держава. Цю проблему вирішила портова реформа 2012–2013 рр. В ході реформи було розділено регуляторні та господарські функції державних портів. Крім того, саме поняття «порт» стало означати територію, а не підприємство. В 2013 році було створено державну структуру для збору та реінвестування портових зборів — Адміністрацію морських портів України. Відповідно, виникла потреба у законодавчому регулюванні порядку стягування зборів, визначення їх розміру, обліку та використання коштів, отриманих в результаті. 

## Зміст наказу
Наказ містить два основних розділи. Перший розділ визначає порядок справляння та розміри ставок портових зборів у портах України. В другому розділі йдеться про порядок обліку та використання коштів від портових зборів.

### Порядок справляння та розміри ставок портових зборів
1. Загальні положення;
2. Корабельний збір. Справляється за одиницю умовного об'єму судна (за 1 куб. м об’єму судна) за кожний вхід в акваторію морського порту, операційну акваторію причалу (причалів), а також вихід з акваторії морського порту, операційної акваторії причалу;
3. Канальний збір. Справляється за проходження суден каналом «Дунай — Чорне море» на баровій частині гирла Новостамбульське (Бистре), Бузько-Дніпровсько-лиманським каналом, Херсонським морським каналом, Керч-Єнікальським каналом;
4. Маяковий збір. Справляється під час кожного заходження судна у морський порт або за кожне проходження його транзитом;
5. Причальний збір. Справляється із суден, що стоять біля причалу;
6. Якірний збір.  Справляється за стоянку більш як 12 годин на внутрішньому рейді морського порту;
7. Адміністративний збір. Справляється під час кожного заходження судна у порт;
8. Санітарний збір. Справляння цього збору передбачає забезпечення АМПУ обов'язкового прийняття із судна всіх видів забруднень за весь час стоянки судна в морському порту, а також обов'язкове здавання судном у морському порту всіх наявних на борту видів забруднень з метою запобігання їх скиданню у море.
Крім того, у цьому розділі визначено суден і плавучих споруд, що плавають під Державним Прапором України та іноземними прапорами та з яких справляються портові збори, а також ставки зборів для всіх українських портів.

### Порядок обліку та використання коштів від портових зборів
Цей розділ регулює питання, пов'язані з обліком та використанням коштів від портових зборів, крім адміністративного збору, а також встановлює єдиний порядок обліку та звітності щодо використання цих коштів. Порядок є обов'язковим для застосування усіма підприємствами, на користь яких справляються портові збори. Усі види зборів мають свої цільові призначення. До прикладу, кошти від корабельного збору можна використовувати на утримання та очищення акваторії порту та операційної акваторії причалу, промірні та днопоглиблювальні роботи. Кошти від якірного збору - на ремонт, модернізацію, реконструкцію і створення якірних місць стоянки суден на внутрішньому рейді порту. За рахунок канального збору може фінансуватися утримання, обслуговування, ремонт та забезпечення безпеки судноплавства на судноплавних шляхах тощо. 
Кошти з портових зборів також використовуються на відшкодування непрямих загальновиробничих, адміністративних, інших операційних і фінансових витрат, а також витрат з податку на прибуток.

### Внесені зміни
Зміни до наказу №316 з моменту набрання ним чинності вносилися 10 разів і виходили у вигляді окремих наказів. Усі документи розроблялися у Міністерстві інфраструктури і проходили узгодження  у Міністерстві фінансів, Міністерстві економіки, Міністерстві юстиції, Державній регуляторній службі та остаточно узгоджувалися Кабінетом Міністрів України. 
Наказ №281 від 24 липня 2015 року. У документ було внесено низку уточнень щодо справляння маякового збору, а також додано категорії суден, які звільняються від корабельних зборів при заході в порти України. Також були визначено ставки корабельних зборів у порту «Південний» для підприємств «ТІС-Контейнерний термінал» і «ТІС-Руда», які ще в середині 2010-х провели днопоглиблювальні роботи і облаштували гідротехнічні споруди на своїх причалах. Завдяки проведеним роботам за час існування підприємств держава отримала майже 250 млн дол. у вигляді портових зборів. Крім того, у перелік портів, діяльність яких регулюється наказом, додали морський термінал заводу «Азовсталь» у Маріуполі. 
Наказ №403 від 6 жовтня 2015 року. До наказу було додано пункт, яким встановлювалася додаткова знижка в 50% для суден, які заходять в українські порти для виконання операцій з транзитними вантажами. 
Наказ №310 від 7 вересня 2016 року. Цим документом знижка, встановлена наказом №403 вводилася у дію з 29 червня 2016 року. 
Наказ №358 від 23 жовтня 2017 року. З переліку типів суден до яких застосовується “транзитна” знижка виключили нафтоналивні судна .
Наказ №474 від 27 грудня 2017 року. Затверджено коефіцієнт 0,8 до ставок усіх портових зборів за виключенням маякового. Фактично, збори було знижено на 20%. 
Наказ №252 від 11 квітня 2019 року. Внесено зміни у порядок справляння якірного збору для деяких типів суден. 
Наказ №458 від 25 червня 2019 року. Встановлено одиниці виміру визначення питомої ваги різних типів транзитних вантажів, що навантажуються або розвантажуються в портах України. Затверджено новий порядок нарахування знижок для суден різних типів. 
Наказ №459 від 25 червня 2019 року. Назви портів «Іллічівськ» та «Октябрськ» у документі змінено на «Чорноморськ» та «Ольвія» відповідно. 
Наказ №460 від 25 червня 2019 року. Внесено деякі зміни в процедуру справляння маякового збору. 
Наказ №896 від 23 грудня 2019 року. Скасовано “транзитну” знижку для портів на р. Дунай. 

## Публічні скандали і невірне тлумачення наказу правоохоронними органами
24 листопада 2016 року СБУ провела обшуки в офісах стивідорної компанії «ТІС». Правоохоронці шукали документи, що стосувалися днопоглиблення, проведеного компанією у 2006–2010 роках. За версією СБУ, завдяки цьому компанія неправомірно отримала можливість отримувати частину корабельних зборів на своїх причалах після видання наказу №281. Але в подальшому справа не мала розвитку — компанія довела, що отримує свою частку портових зборів цілком законно. 
19 червня 2020 року НАБУ оголосило про підозру колишньому міністру інфраструктури Володимиру Омеляну. За версією слідства, через Наказ №474, яким вносилися зміни до основного наказу про зниження портових зборів на 20%, державний бюджет недоотримав 30,5 млн грн. Правоохоронці вважали, що це сталося через те, що один з портових зборів — адміністративний — є дохідною частиною держбюджету. Омелян наголосив, що знизив на 20% портові збори для збільшення товаро/вантажопотоку і що завдяки цьому морська галузь продемонструвала у 2018–2019 роках ріст більше, ніж на 20%. 18 жовтня 2021 року Колегія суддів Вищого антикорупційного суду визнала Володимира Омеляна невинуватим.
4 лютого 2023 року СБУ викрила посадовців Адміністрації морських портів України на розкраданні понад 90 млн грн. За версією правоохоронців, у 2017 році чиновники уклали договір з комерційною структурою на виконання днопоглиблювальних робіт в акваторії морського порту «Південний» і штучно завищили вартість робіт. 
22 лютого 2023 року НАБУ повідомила про підозру колишньому міністру інфраструктури Андрію Пивоварському. Правоохоронці заявили, що наказ №281, згідно з яким приватні компанії почали отримувати частину корабельних зборів у порту «Південний», було спрямовано на компенсацію вартості збудованих «ТІС-Контейнерний термінал» і «ТІС-Руда» гідротехнічних споруд, що не передбачено законом. Насправді ж, згідно з законом «Про морські порти України», портові збори сплачуються та отримуються виключно з метою підтримки акваторії та утримання в належному стані гідротехнічних споруд, що використовувалось судном, яке сплатило портовий збір. Це цільові платежі за надання відповідних послуг, які не можуть бути компенсацією за проведене в минулому будівництво.
26 квітня 2023 року НАБУ повідомило про те, що набув чинності наказ №148 Міністерства розвитку громад, територій та інфраструктури України, яким скасовуються норми щодо отримання приватними компаніями частини корабельних зборів у морському порту «Південний». Пізніше міністерство опублікувало пояснювальну записку до наказу, в якій необхідність скасування норми пояснюється браком коштів у АМПУ. Компанія ТІС, у свою чергу, заявила, що вважає таке обгрунтування фіктивним, а саме рішення міністерства — незаконним і прийнятим під тиском силовиків. У ТІС підкреслили, що мають намір оскаржити рішення в суді.